# Bobby Connelly (acteur)
Robert Joseph Connelly (Brooklyn, 4 april 1909 - Lynbrook, 5 juli 1922) was een Amerikaans acteur en kindster, beter bekend onder de artiestennaam Bobby Connelly.
Connelly brak al, samen met zijn zus Helen Connelly, in 1913, op 4-jarige leeftijd, door in de filmindustrie. Al snel werd Connelly een acteur op de voorgrond, ondanks zijn leeftijd. Hij speelde samen met zijn zus in talloze stomme films, totdat hij in 1922 op 13-jarige leeftijd stierf aan een bronchitis. Voorheen was er bij hem ook al een endocarditis gediagnosticeerd. Zijn bekendste films zijn The Flapper (1920) en Humoresque (1920).
- Gemeinsame Normdatei: 122496599X
- Virtual International Authority File: 3818161098969029640009